# Перожкі
Перожкі (пол. Pierożki) — село в Польщі, у гміні Шудзялово Сокульського повіту Підляського воєводства.
Населення — 44 особи (2011).
У 1975-1998 роках село належало до Білостоцького воєводства.

## Демографія
Демографічна структура станом на 31 березня 2011 року:
|          | Загалом | Допрацездатний вік | Працездатний вік | Постпрацездатний вік |
| -------- | ------- | ------------------ | ---------------- | -------------------- |
| Чоловіки | 19      | 3                  | 11               | 5                    |
| Жінки    | 25      | 3                  | 9                | 13                   |
| Разом    | 44      | 6                  | 20               | 18                   |